# Річанська сотня
Річанська сотня (також Річнянська) – адміністративно-територіальна та військова одиниця Сумського полку Слобідської України. Сотенний центр – містечко (слобода) Річки (тепер село Річки Білопільського району Сумської області).

## Історія
Сотенний центр заснований до 1663 на берегах річок Безіменної, Криги та Морочі, притоках річки Вир (басейн річки Сейм). Одна із так званих присеймських сотень Сумського полку, відома тривалою боротьбою з поміщиками-московитами Путивля - за землю та козацьке самоврядування на ній. 
Ліквідована 1765 урядом Московщини в рамках анексії слобідських полків України.

### Сотники річанські
- Ніконов Іван (?-1685-?);
- Висоцький Опанас Іванович (?-1732 – 1733);
- Висоцький Олександр Опанасович (? – 04.1748);
- Канєвцов (Канівцов) Яків (07.04.1748 – 1765), на козацькій службі з 05.03.1734 р.

### Старшини та урядники
- Васильєв Костянтин (?-1685-?) – городовий отаман Річок.